# هوندا سي أر 250 أر
هوندا سي أر 250 أر (بالإنجليزية: Honda CR250R)‏ هي دراجة سباق ترابية. تم بناء النموذج الأولي لها في عام 1971، ولكن لم يبدأ بيع طراز 1973 للجمهور إلا في أواخر عام 1972. تم إنتاج سي أر 250 لما يقرب من 37 عامًا، وكان عام 2007 هو العام الأخير للإنتاج.